# Ге, Ксения Михайловна
Ксения Михайловна Ге (урождённая Сердюкова, настоящая фамилия мужа Голберг; 1892, Кишинёв — 22 января 1919, Кисловодск) — старший следователь Кисловодской ЧК, «наркомздрав» Кисловодска; жена Александра Ге.

## Биография
Ксения Сердюкова (Ге) родилась в семье кишинёвского воинского начальника, полковника Михаила Сердюкова. В 1910 году она окончила Виленскую гимназию и вскоре вышла замуж за сенатора Карташевского, с которым жила в Петербурге. После развода с ним Ксения вернулась в Вильно и занялась революционной деятельностью.
В 1915 году Ксения Михайловна эмигрировала в Швейцарию, где познакомилась с анархо-коммунистом Александром Ге и стала его супругой. В декабре 1917 года супруги Ге приехали в Москву. Здесь Ксения Ге вступила в РСДРП(б).
В мае 1918 года супругов Ге направили в Кисловодск, для работы в местной Чрезвычайной комиссии (ЧК). Ксения Ге стала старшим следователем ЧК, занимаясь выявлением явных и скрытых контрреволюционеров. По данным историка Владимира Булдакова, работая наркомздравом, Ге предлагала обязать женщин буржуазного класса становиться любовницами красноармейцев для предотвращения распространения венерических болезней среди последних.
В июле 1918 года (при наступлении белогвардейских войск Андрея Шкуро) Ге была арестована. Из «Гранд-отеля», где её удерживали вместе с маленькой дочерью, она бежала в одиночку, переодевшись в мужскую одежду. Ксения пыталась спрятаться в Ессентуках, но один из местных врачей, чьих родственников она в своё время арестовала, узнал её и выдал за вознаграждение в 50 тысяч рублей белогвардейской контрразведке.
После короткого следствия, Ксения Ге была признана виновной в ряде преступлений во время её работы в кисловодской ЧК и приговорена к смертной казни через повешение. Казнь состоялась утром 22 января 1919 года на Казачьей горке (горке Ксении Ге).

Ксения умерла очень мужественно, — свидетельствовал очевидец, — уже стоя под виселицей на базаре, она сказала конвоирующему её офицеру: «Я счастлива умереть за мою правду; вы её не знаете, у вас своя, другая правда, но верьте, моя победит вашу». Когда её в шикарном, синего шёлка платье и лаковых великолепных ботинках вынули из петли, толпа интеллигентных людей, словно обезумев, ринулась добывать верёвку от висельницы-женщины — особо счастливый талисман.— В. П. Булдаков «Красная смута. Природа и последствия революционного насилия» (1997).

## Семья
Муж — Александр Юльевич Ге (1879—1919) — чекист, член ВЦИК, журналист.
Дочь (родилась около 1918 года).

## Память
- Имя Ксении Ге носит одна из улиц Кисловодска.
- Картина «Отважная революционерка Ксения Ге в последние минуты перед казнью» Николая Станиславовича Качинского (1916—2005); картина хранится в запасниках одного из музеев (скорее всего, Кисловодска).
- В 1956 году краевой драматический театр осуществил постановку пьесы П. П. Мелибеева «Это было в Кисловодске», посвящённой деятельности и подвигу К. М. Ге.[1]
- Телефильм «Ксения Ге» (1970-е), в котором снялась артистка пятигорского театра музыкальной комедии Светлана Ивановна Молчанова.
- Памятник-бюст на Курортном бульваре Кисловодска был установлен в 1957 году (в канун 40-летия Великой Октябрьской социалистической революции); памятник поставлен так, что Ге смотрит на Казачью горку, которая в 1920-х годах носила название «горки Ксении Ге» (название не прижилось).

Памятник из серого гранита открыт в 1957 году. Его авторы — скульптор X. Б. Крымшамхалов, архитектор Д. П. Фомин. Памятник Ксении Ге (проспект 50-летия Октября, напротив Октябрьских ванн). Под скульптурным изображением героини гражданской войны выбиты строки: «Ксения Михайловна Ге. 1892—1919 гг. Пламенный боец революции, член РСДРП(б), в 1918 году работала следователем Кисловодской ЧК. 22 января 1919 года повешена белыми на бывшей Казачьей горке в Кисловодске»— «Кавказские минеральные воды: путеводитель» (1987)

Не переводятся в Кисловодске удалые болванчики, мышечная сила которых никак не хочет дружить с умственной деятельностью, если таковая вообще присутствует. Крушат почём зря подъезды, фонари и скамейки. Глумятся над надгробиями и памятниками. Вот и 16 августа 2006 года рабочий день заместителя главного врача грязелечебницы начался с неприглядного факта. В 7:55 в дежурную часть поступило его сообщение, что на Курортном бульваре варварски изуродован памятник Ксении Ге. Ничего архи-антинародного эта женщина-следователь при жизни не совершила и уж точно не имеет ни малейшего отношения к возможным разочарованиям современных вандалов, но, тем не менее, кто-то расплылся в тупой улыбке, потешив себя содеянным. Ответное слово готовит прокуратура, поскольку уголовное дело возбуждено.— «Кисловодская газета» (3 августа 2006 года), заметка «Чем Ксения-то помешала?»